# Château de Beauregard (Nuaillé-d'Aunis)
Pour les articles homonymes, voir Château de Beauregard.
La seigneurie de Beauregard est une seigneurie situé dans le département de la Charente-Maritime dans l'ouest de la France.

## Historique
La seigneurie de Beauregard a probablement été érigée au cours des XIIIe et XIVe siècles ; un acte daté du 21 novembre 1484 atteste qu’elle appartient alors à Jacques de Montalembert.
Dans les siècles suivants, cette châtellerie de Beauregard passe aux mains des Le Mastin, une famille noble (XIIe siècle) originaire de l'Italie du Nord (Vérone) et qui par alliance deviennent seigneurs de  Nuaillé(d'Aunis) et ce, jusque vers la Révolution.
En 1752, le domaine de Beauregard change de propriétaires, Martin de Chassiron s'y installe et remplace les Le Mastin. Le registre paroissial de Nuaillé à la date du 31 août 1765 confirme le changement par l'information suivante : « Enterrement d’Étienne Minot jeune jardinier natif de la ville de Tours, décédé au "Château de Beauregard" en qualité de domestique de M. De Chassiron, seigneur du dit lieu. »
En 1831, Gustave de Chassiron est élu député de La Rochelle où il siègera à droite jusqu'en 1846. 
Le prince Louis-Napoléon Bonaparte à peine élu à la présidence de la Seconde République, n'eut d'autre ambition que de se faire proclamer Empereur des Français sous le nom de Napoléon III. Auparavant, afin de préparer les esprits à ce changement de régime, il entreprit un véritable tour de France qui, le 13 octobre 1852, devait l'amener à Nuaillé où il s'arrêtera déjeuner.

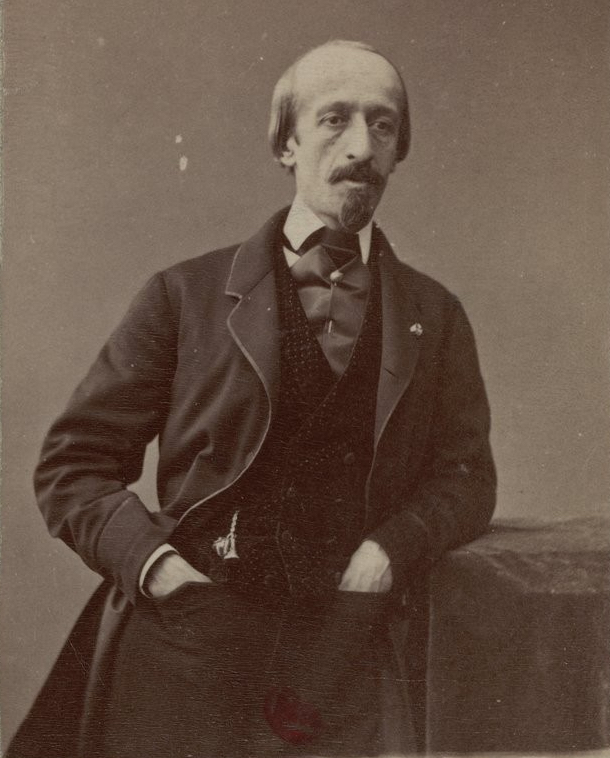
Charles de Chassiron

La réception a lieu au château de Beauregard, demeure du baron de Chassiron où son fils Charles vient juste d'épouser la princesse Caroline Murat, fille du 3e prince Murat.
De Chassiron sera nommé sénateur en 1854, il décèdera à Nuaillé en 1868, son fils Charles devenu conseiller général de la Charente-Inférieure le suivra peu de temps après (1871).
Les biens de la famille de Chassiron seront vendus et c'est le comte Luce de Trémont qui achète la propriété de Beauregard. 
Ensuite, par le biais des successions la propriété bâtie ainsi que la grande partie des terres composant le domaine passent de main en main et se voient morcelés.
À ce jour il reste du château, l'aile gauche, le bassin, les écuries, l'étable et plus particulièrement le seul cèdre du Liban qui veille tel une sentinelle sur la propriété. 
Depuis 1994, l'aile gauche du château de Beauregard, partie restaurée de l'ancien domaine, sont la propriété de MR Roberto Ferrari et de Mr et Mme GAUTRONNEAU Eric.